# Metro v Kalkatě

Indické velkoměsto Kalkata v jehož metropolitní oblasti žije více než 14,6 milionů obyvatel má vlastní provoz metra, kterou tvoří jedna jediná linka. Metro doplňuje síť tramvají.

## Historický vývoj
Roku 1971 byl vytvořen plán rozvoje, který počítal s pěti linkami metra o celkové délce kolem 100 km tratí; s podzemní dráhou se však počítalo již od konce 40. let; roku 1949 zde provedli francouzští inženýři průzkum terénu, avšak k realizaci stavby tehdy nedošlo.
Z těchto celkem pěti linek, které se v 70. letech vyprojektovaly, byla za nejvíce důležitou považována ta dnes realizovaná a jediná, vedená severo-jižním směrem. Její výstavba proto začala jako první. Stavělo se metodou „Vykopej a přikryj“ (tedy hloubené úseky), začalo se v roce 1973 a skončilo se o jedenáct let později; první úsek o délce 3,4 km mezi stanicemi Esplanade - Bhowanipur tak slouží veřejnosti již od roku 1984.
Do provozu byly nasazeny osmivozové vlaky od domácího výrobce z Benaglúru; kvůli nim mají všechny stanice 160 m dlouhá nástupiště. V současné době má kalkatské metro 17 stanic, z kterých je 15 podzemních, 1 nadzemní a 1 povrchová. Napájení vlaků zajišťuje přívodní třetí kolejnice, celou linku projede souprava metra za 33 minut při průměrné rychlosti 30 km/h.

### Otevírání jednotlivých úseků
- 24. října 1984 - Esplanade - Bhowanipur (3,4 km)
- 12. listopadu 1984 - Dum Dum - Belgachhia (2,15 km)
- 29. dubna 1986 - Bhowanipur - Tollygunge (4,25 km)
- 13. srpna 1994 - Dum Dum - Shyambazar (3,8 km)
- 2. října 1994 Esplanade - Chandni Chowk (0,7 km)
- 19. února 1995 Shyambazar - Girish Park (1,9 km)
- 27. září 1995 - Central - Girish Park (1,8 km)